# 山田和夫 (精神科医)
山田 和夫（やまだ かずお、1952年 - ）は、日本の医学者、精神科医。東洋英和女学院大学教授。医学博士。

## 来歴
- 1952年 - 東京都に生まれる
- 1974年 - 東京大学医学部保健学科中退
- 1980年 - 横浜市立大学医学部医学科卒業
- 1987年 - 横浜市立大学医学部神経科医局長
- 1989年 - 研水会平塚病院副院長
- 1990年 - 医学博士（横浜市立大学）[2]
- 1998年 - 横浜市立大学医学部附属浦舟病院神経科部長。
- 2000年 - 横浜市立大学医学部附属市民総合医療センター精神医療センター部長（助教授）
- 2002年 - 東洋英和女学院大学人間科学部教授
- 2003年 - 和楽会横浜クリニック院長（兼任）
- 2013年 - 横浜尾上町クリニック院長（兼任）[1]

## 学会
- 日本不安障害学会理事
- 日本自殺予防学会理事
- 多文化間精神医学会理事
- 日本総合病院精神医学会評議員
- 日本臨床死生学会評議員
- 日本医史学会評議員
- 日本時間生物学会評議員
- 日本うつ病学会監事
- 日本病跡学会常任理事

## 著書

### 単著
- 山田和夫『うつのすべてがわかる本—予防・早期発見・治療』土屋書店、2013年10月。ISBN 9784806913337。